# Andrew da Silva Ventura
Andrew da Silva Ventura, meglio noto come Andrew (Duque de Caxias, 1º luglio 2001), è un calciatore brasiliano, portiere del Gil Vicente.

## Biografia
È il fratello minore di Andrey, anche lui calciatore di ruolo portiere.

## Carriera

### Club
All'età di 9 anni è entrato a far parte del settore giovanile del Botafogo e nel 2018 è stato promosso in prima squadra come portiere di riserva. Nel luglio 2020 viene prestato al Maranhão fino a settembre dello stesso anno. Il 19 luglio 2021 si trasferisce a titolo gratuito al Gil Vicente, con cui firma un contratto triennale. Esordisce nella Primeira Liga il 2 febbraio 2022, nella vittoria per 1-2 contro il Benfica.

### Nazionale
Nel luglio 2019 è stato convocato per uno stage da parte della nazionale brasiliana Under-18.

## Statistiche

### Presenze e reti nei club
Statistiche aggiornate al 4 agosto 2022.
| Stagione        | Squadra         | Campionato      | Campionato | Campionato | Coppe nazionali | Coppe nazionali | Coppe nazionali | Coppe continentali | Coppe continentali | Coppe continentali | Altre coppe | Altre coppe | Altre coppe | Totale | Totale |
| Stagione        | Squadra         | Comp            | Pres       | Reti       | Comp            | Pres            | Reti            | Comp               | Pres               | Reti               | Comp        | Pres        | Reti        | Pres   | Reti   |
| --------------- | --------------- | --------------- | ---------- | ---------- | --------------- | --------------- | --------------- | ------------------ | ------------------ | ------------------ | ----------- | ----------- | ----------- | ------ | ------ |
| 2021-2022       | Gil Vicente     | PL              | 10         | -14        | CP+CdL          | 1+0             | 0               |                    | -                  | -                  |             | -           | -           | 11     | -14    |
| 2022-2023       | Gil Vicente     | PL              | 0          | 0          | CP+CdL          | 0               | 0               | UECL               | 1                  | -1                 |             | -           | -           | 1      | -1     |
| Totale carriera | Totale carriera | Totale carriera | 10         | -14        |                 | 1               | 0               |                    | 1                  | -1                 |             | -           | -           | 12     | -15    |